# Manikpur (Uttar Pradesh)
Manikpur (hindi: माणिकपुर) – miasto w północnych Indiach w stanie Uttar Pradesh, na Nizinie Hindustańskiej.
Populacja miasta w 2001 roku wynosiła 25 642 mieszkańców.